# 天使を堕とせ
『天使を♥堕とせ』（てんしをおとせ）は、千歳ぴよこによる日本の漫画作品で、成人向けボーイズラブ漫画の単行本。2007年6月20日に海王社より発行されている。

## 登場人物
玉置皇雅（たまき おうが）
光元聖（みつもと ひずる）
有川増元（ふりかわ ますもと）
穗積太三（ほづみ たいぞう）
三雲義人（みくも よしと）
稽古夕那（けいこ ゆうな）
天代巽（あましろ たつみ）
三芳高市（みよし たけち）
小早川悠（こばやかわ ゆう）
瀬郷翼空（せごう たすく）
藤堂夕桐（とうどう ゆうぎり）
大河（たいか）

## 初出一覧
- 天使を♥堕とせ （GUSHmaniaEX「体位」特集掲載）
- SUPER！恋愛党 （GUSH2006年1月号掲載）
- 正義の味方ですから！ （Chips!2006年VOL.12掲載）
- 純情♥まっすぐBOY （GUSHmaniaEX「男娼」特集掲載）
- 魔法をかけて （GUSH2006年6月号掲載）
- 天使の休息？ （描き下ろし）

## 書誌情報
- 『天使を♥堕とせ』（2007年6月20日第1刷発行 海王社〈GUSH mania COMICS〉） ISBN 978-4-87724-809-3